# 6-й піхотний полк (Австро-Угорщина)
6-й Угорський піхотний полк Кароля І, короля Румунії (нім. k.u k. Ungarisches Infanterieregiment Nr. 5, IR 5) — піхотний полк Спільної армії Збройних сил Австро-Угорщини.

## Історія
Полк був створений в 1762 році.
В своїй історії мав наступні назви: Короніні-Кронберг (нім. Coronini-Cronberg, 1851–1880), Кароля І, короля Румунії (нім. Carl I. König v. Rumänien, 1880–1918).
Штаб–квартири: Відень (1903–1905), Будапешт (1906–1914). Округ поповнення № 6 Новий Сад (Сербія) на території 6-го армійського корпусу.

## Бойовий шлях
В 1914 році відправлений на Італійський фронт Першої світової війни, пізніше переведений на Східний фронт. Брав участь в захоплені Воробіївських висот (поблизу с. Воробіївка, Тернопільська обл.) та в Зборівській битві (1917) проти російських військ.

## Склад
- 1-й батальйон (1903—1905: Вьоллерсдорф, 1906—1908: Будапешт, 1909—1914: Білеча);
- 2-й батальйон (1903—1905: Новий Сад, 1906—1914: Будапешт);
- 3-й батальйон (1903—1905: Відень, 1906—1914: Будапешт);
- 4-й батальйон (1903—1905: Відень, 1906—1914: Новий Сад).

Національний склад (1914):
- 41 % — німці;
- 27 % — хорвати, серби, сербо-хорвати;
- 32 % — інші національності.[1]

## Почесні шефи
- 1851—1880: фельдцехмейстер Іван Короніні Кронберг.
- 1880—1918: король Румунії Кароль І.

## Командування
- 1869—1875: полковник Карл Шмідт;
- 1875—1878: полковник Георг Лемайч;
- 1878—1879: Алоіз Майр;
- 1879—1882: полковник Юліуш Хрістіяновіч;
- 1882—1885: полковник Карл Галлаваня фон Радойчіч;
- 1885—1887: полковник Людвіг Сова;
- 1887—1893: полковник Олександр Улманнський;
- 1893—1895: полковник Бруно фон Гьортц;
- 1895 — ?: полковник Адольф Віщінка;
- 1903—1907: полковник Еміль Ліст;
- 1908: полковник Юліш Велленрейтер;
- 1909—1912: полковник Вінсент Марковінович;
- 1913—1914: полковник Юліуш Флепс.[1]

## Підпорядкування
Полк входив до складу 10-ї піхотної бригади 32-ї піхотної дивізії.

## Однострій

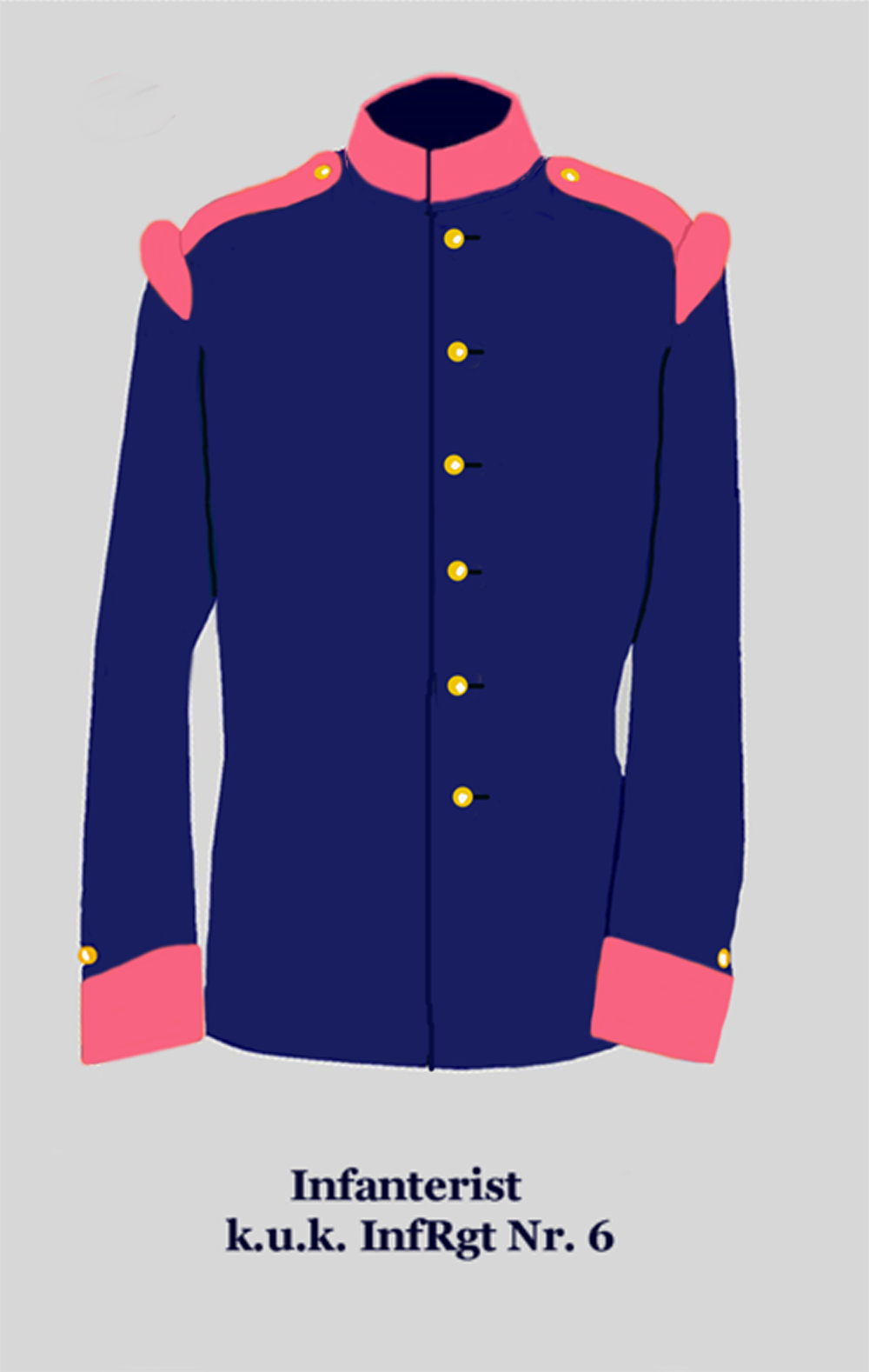
Мундир піхотинця 6-го піхотного полку.
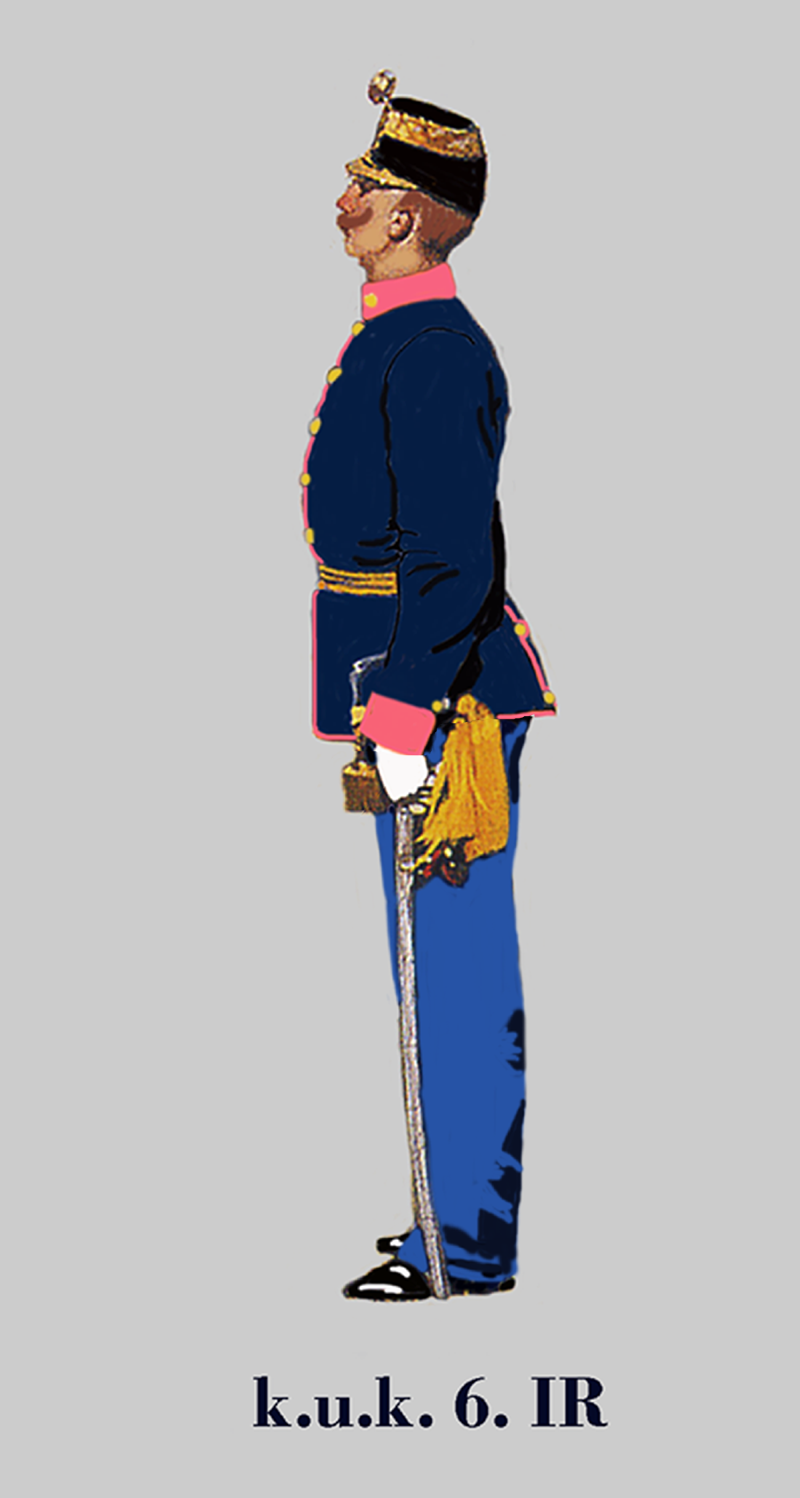
Лейтенант 6-го піхотного полку в парадній формі одягу.
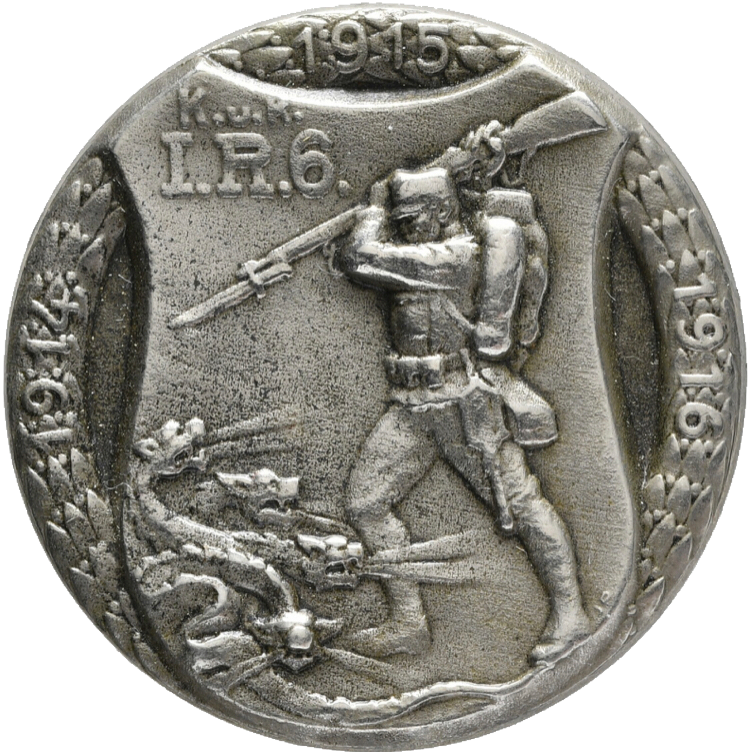
Каппен 6-го піхотного полку.

## Галерея

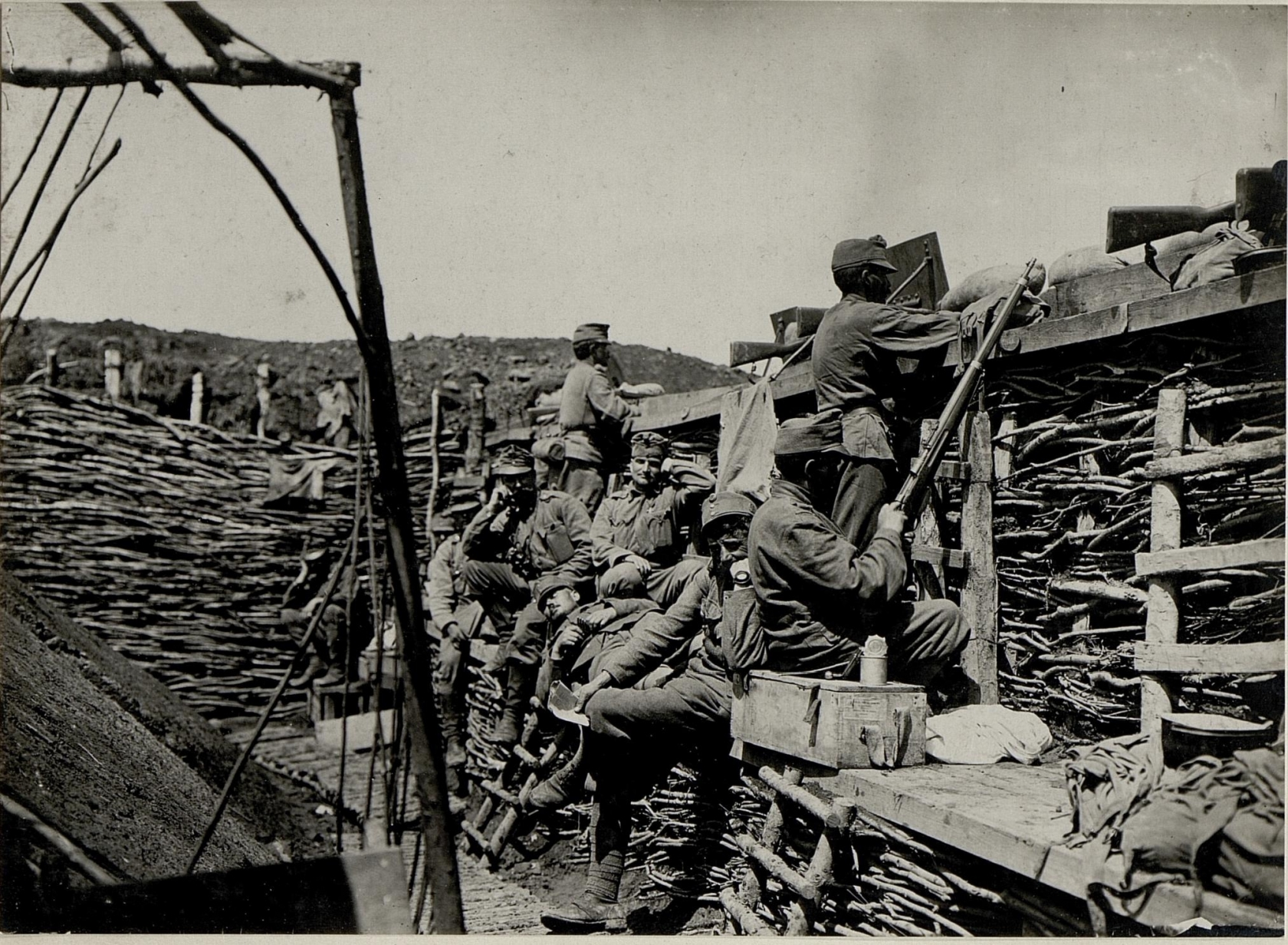
Відпочинок після бою, 16-а рота 6-го піхотного полку. Висота 369 м, на північ від с. Цебрів (Тернопільська обл.), 1916.
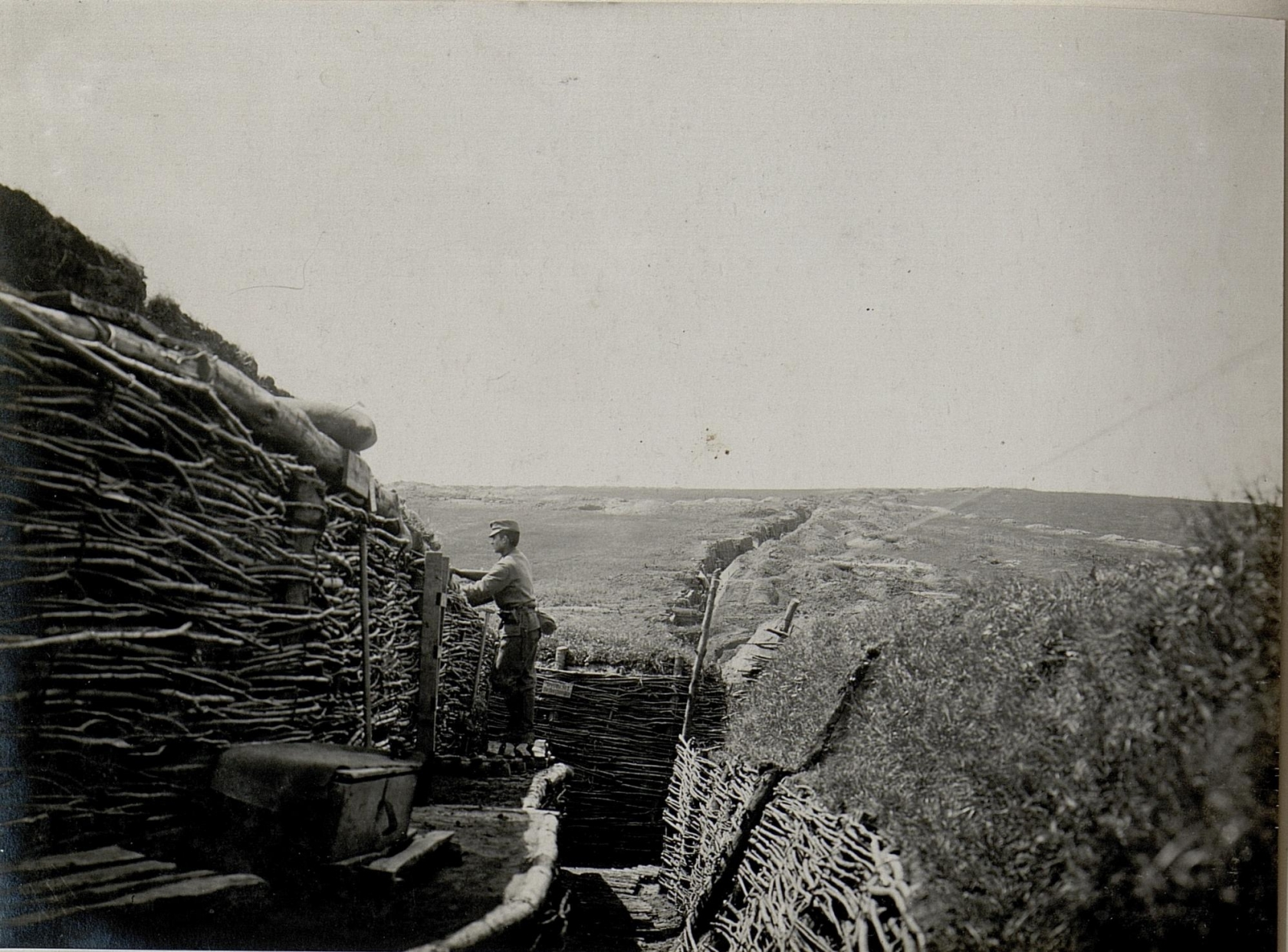
Позиції полку на висоті 369 м на північ від с. Цебрів (Тернопільська обл.), 15 червня 1916.
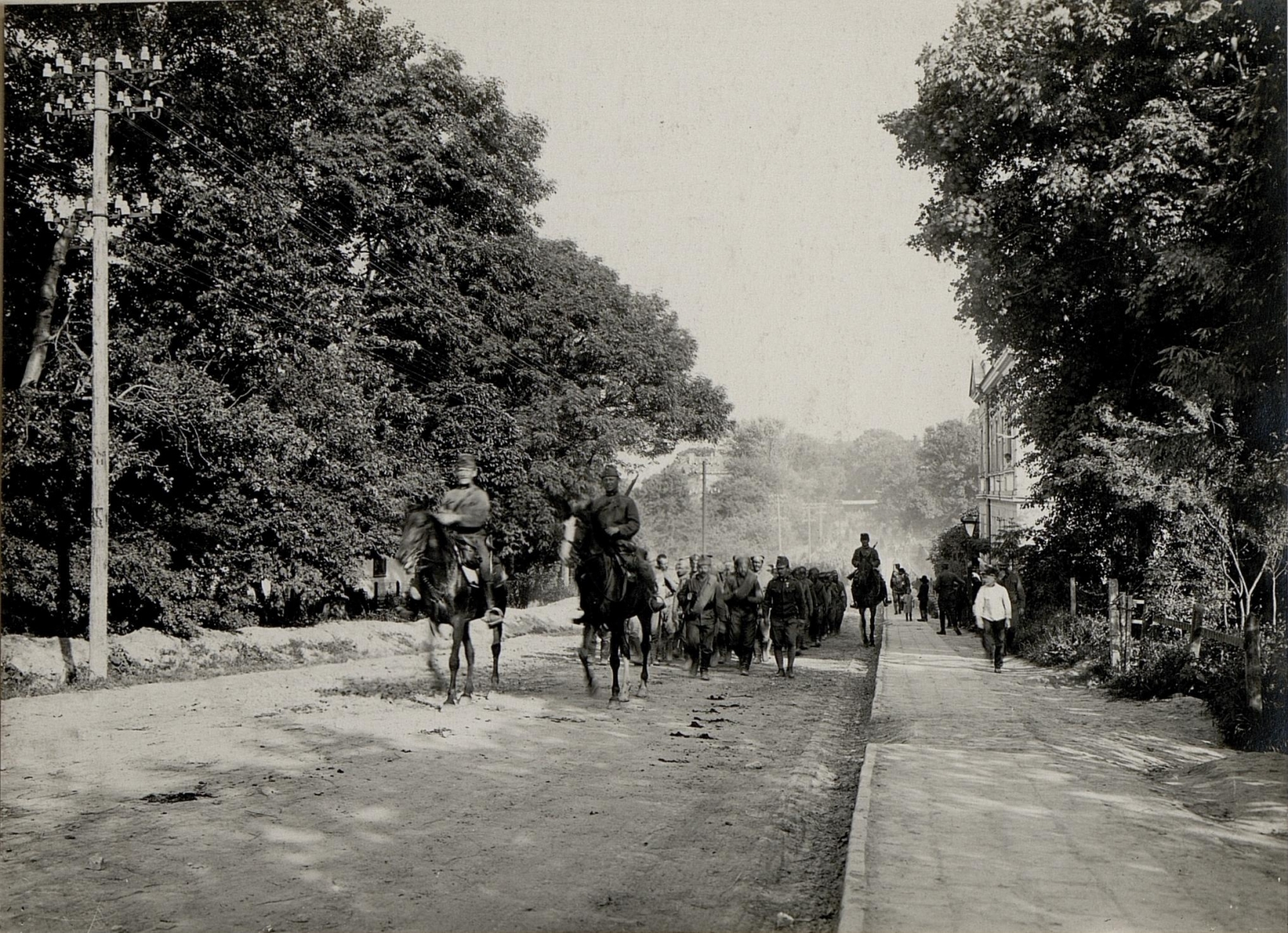
Росіяни полонені під воробіївськими висотами 6-м піхотним полком, 1 липня 1916.
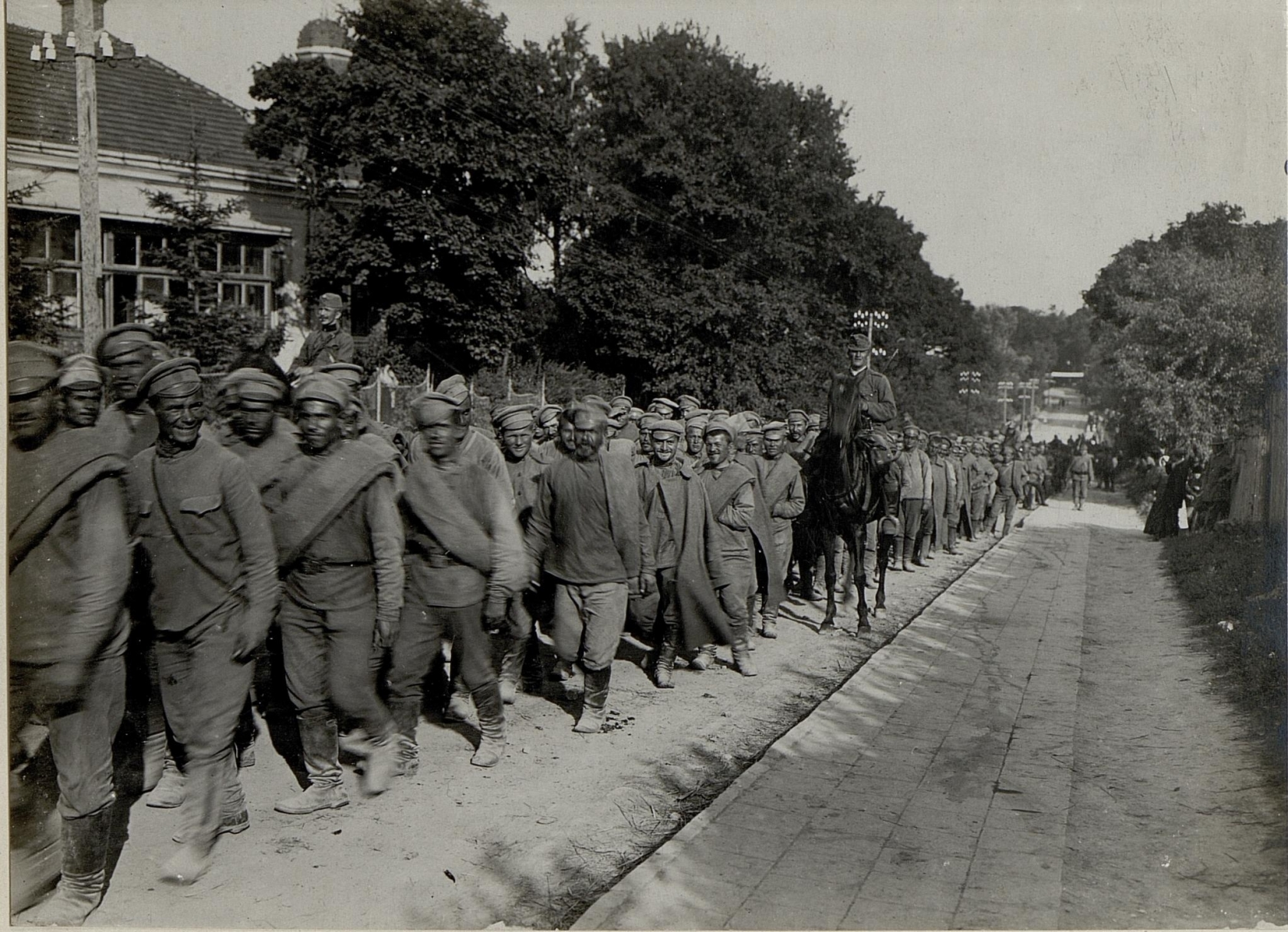
Полонені росіяни 6-м піхотним полком, можливо біля Зборова, 1 липня 1916.
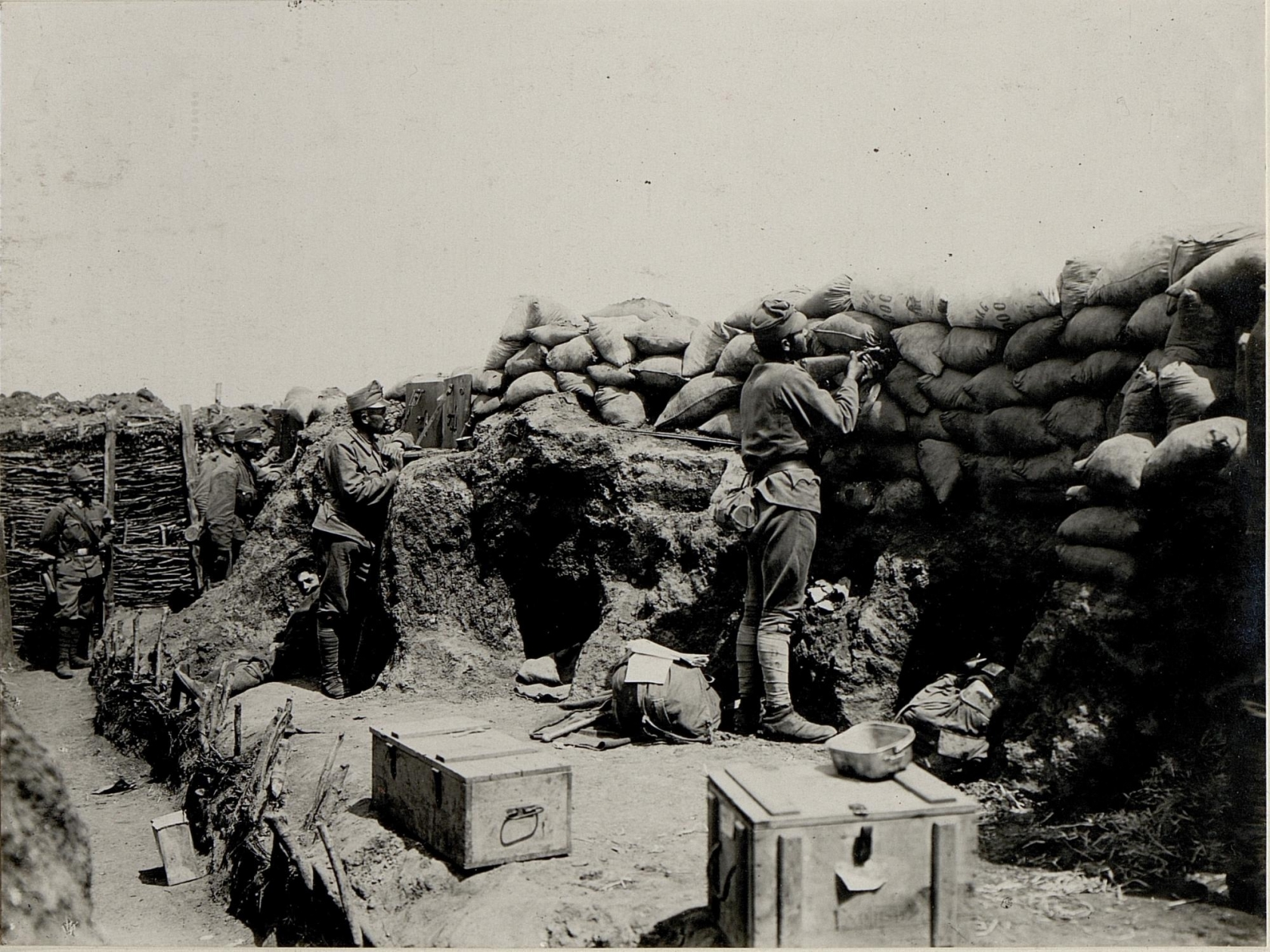
Відділ 14-ї роти 6-го піхотного полку на воробіївських висотах (с. Воробіївка, Тернопільська обл.) після відвоювання, 1 липня 1916.
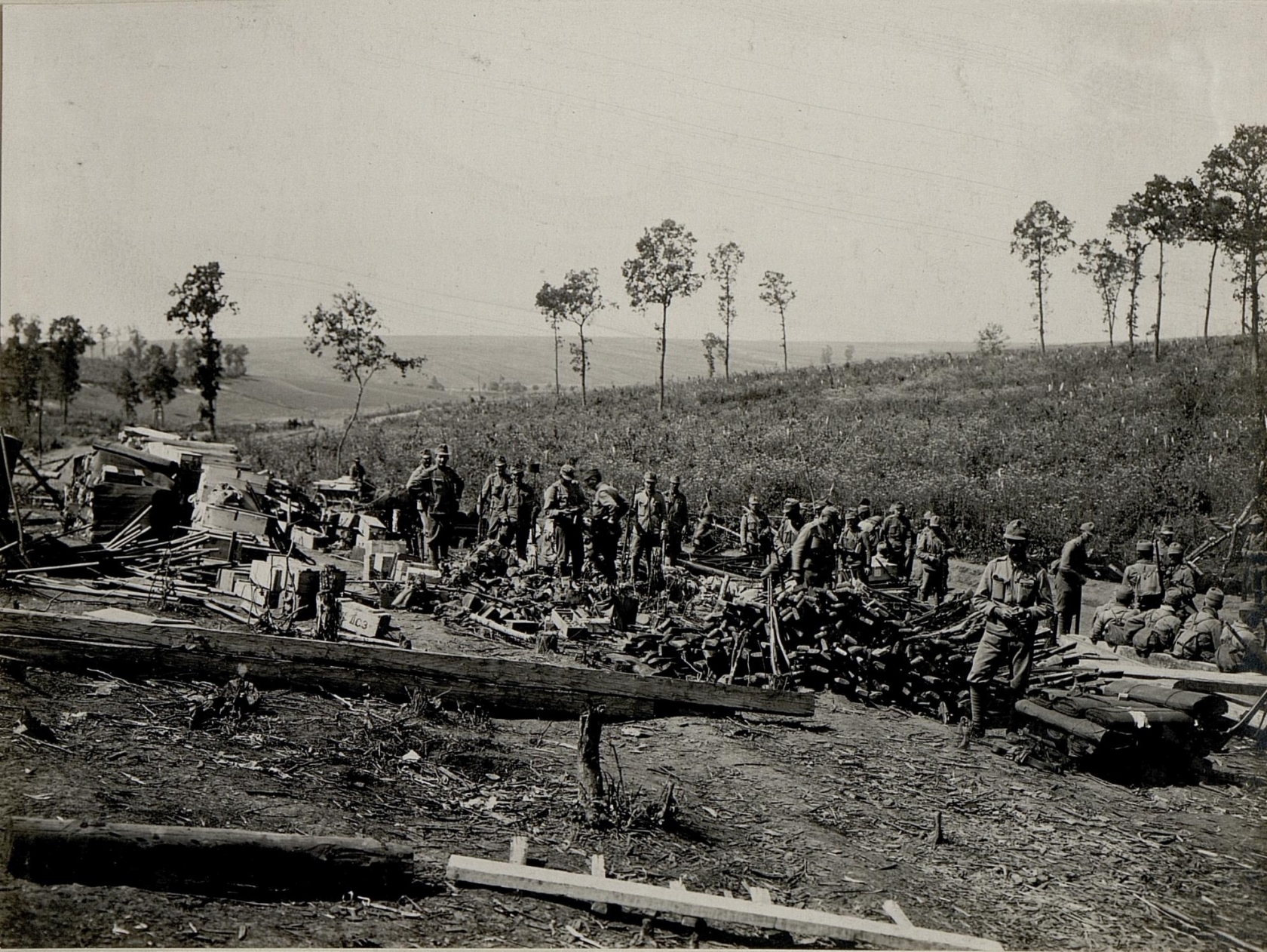
6-й піхотний полк захопив російські гвинтівки та боєприпаси, 1 липня 1916, воробіївські висоти.
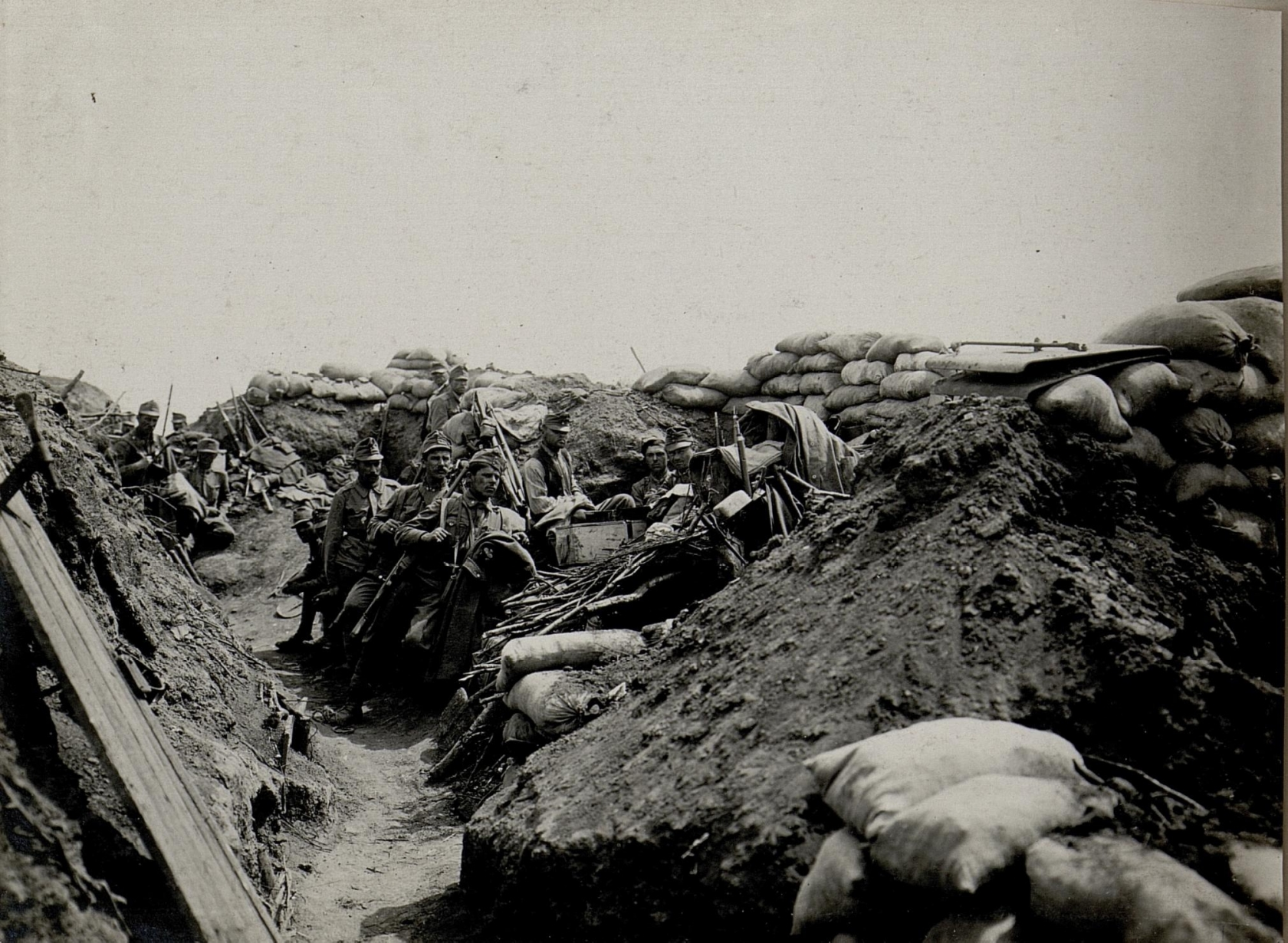
Відділ 5-ї роти 6-го піхотного полку у відбитій позиції після відновлення на воробіїських висотах, 1 липня 1916.
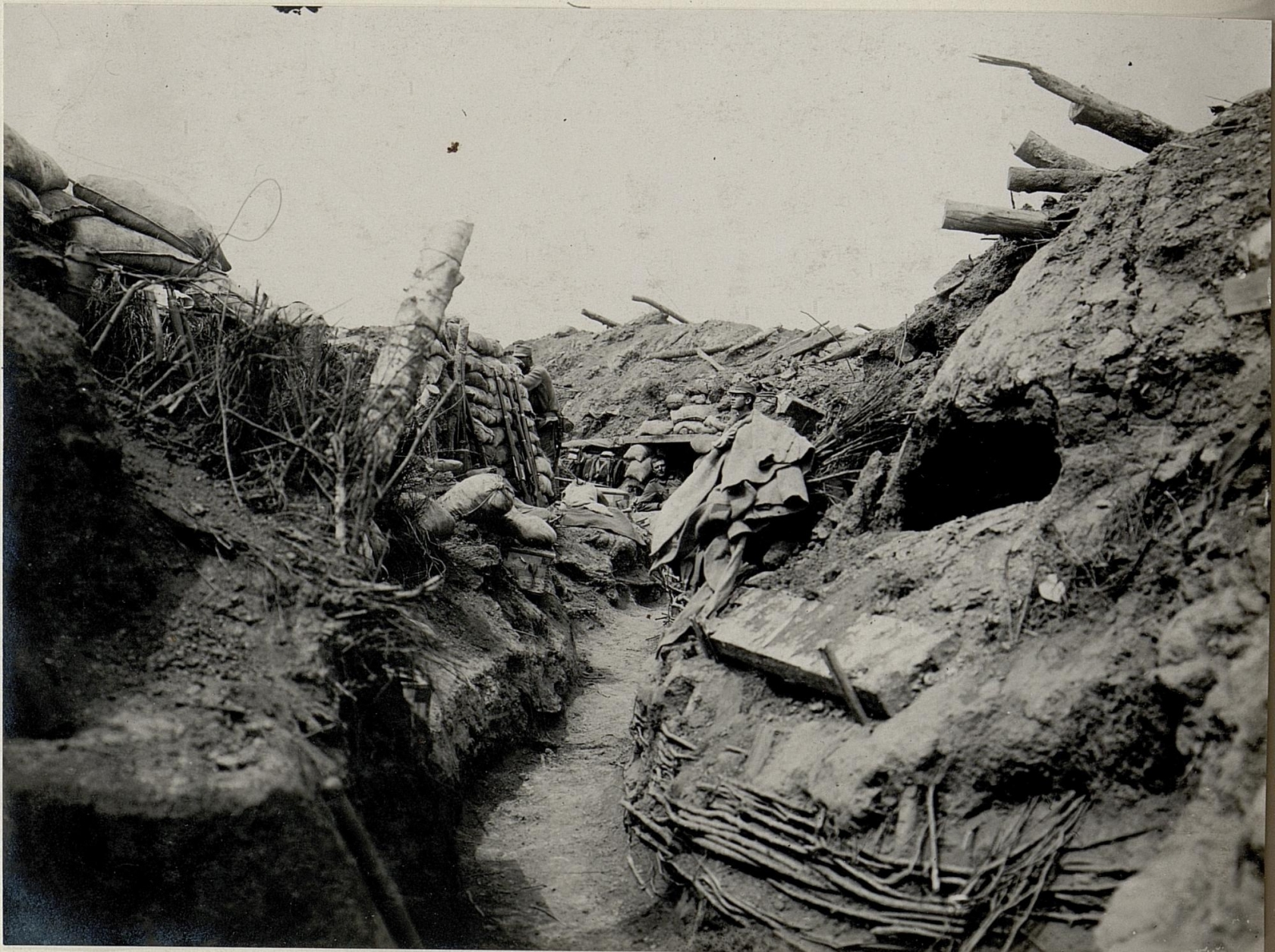
Траншея, зруйнована обстрілом після двох днів відновлювальних робіт на воробіївських висотах, відвойована 11-ю ротою 6-го піхотного полку, 1 липня 1916 р.